# Sigulda (stacja kolejowa)
Sigulda (ros. Сигулда) – stacja kolejowa w miejscowości Sigulda, w gminie Sigulda, na Łotwie. Położona jest na linii Ryga - Valga.

## Historia
Stacja powstała w 1889 wraz z uruchomieniem Kolei Pskowsko-Ryskiej. Początkowo nosiła nazwę Segewold (ros. Зегеволд). W 1919 zmieniono jej nazwę na obecną, odpowiadającą łotewskojęzycznej nazwie miasta.
Pierwszy budynek dworcowy został zniszczony podczas I wojny światowej. W 1925 otwarto kolejny dworzec projektu Piotra Feddersa, który uległ zniszczeniu w czasie II wojny światowej. Obecny budynek stacyjny (wraz z wieżą ciśnień) wybudowano w 1950.

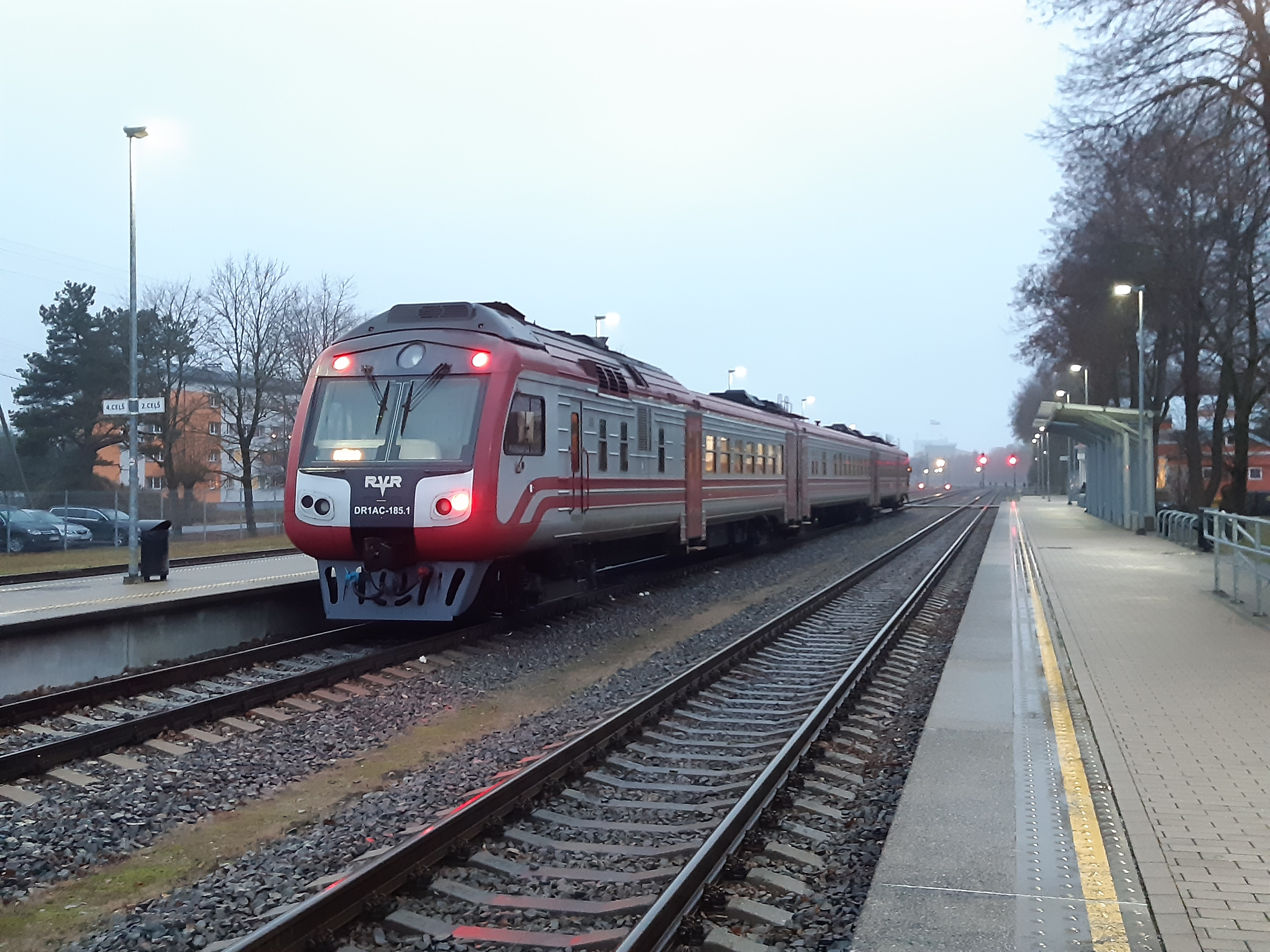
Widok na perony
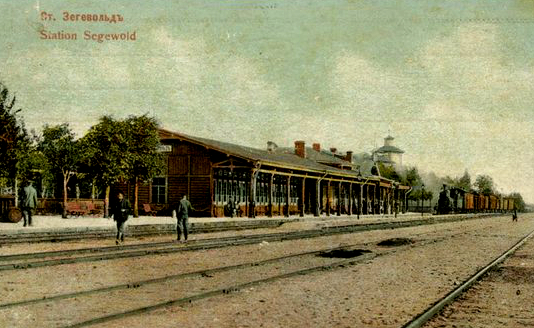
Stacja w 1914